# Zieleniew (Nowe Ktery)
Zieleniew – część wsi Nowe Ktery w Polsce, położona w województwie łódzkim, w powiecie kutnowskim, w gminie Krzyżanów.
W latach 1975–1998 Zieleniew administracyjnie należał do województwa płockiego.